# فرودگاه شهری آبرماس
فرودگاه شهری آبرماس (به انگلیسی: Abrams Municipal Airport) یک فرودگاه همگانی بهره‌برداری هوایی است که یک باند فرود آسفالت دارد و طول باند آن ۹۷۵ متر است. این فرودگاه در کشور ایالات متحده آمریکا قرار دارد و در ارتفاع ۲۵۷ متری از سطح دریا واقع شده‌است.